# 2-氯丙烷
2-氯丙烷又称异丙基氯，是一种有机化合物，化学式为(CH3)2CHCl。它是无色、易燃的液体，工业上用作溶剂。

## 製備
它可由丙烯和氯化氢的加成反应制得：
CH3CH=CH2  +  HCl  →  (CH3)2CHCl

## 反應
它和镁反应生成异丙基氯化镁。異丙基氯化鎂是個格氏試劑，對有機合成而言很重要，在合成上可以用來把碳鏈加長，從而合成不同的有機化合物。
它可以發生消去反應，生成丙烯。
另外，它和氫氧化鈉（或氫氧化鉀）發生親核取代反應，生成異丙醇。